# Парламентарни избори у Књажевини Црној Гори 1907.
Чим је образовао владу Лазар Томановић, књаз је наредио да се скупштинске сједнице одложе, што је влада својим указом објавила, са сазивом послије два мјесеца. Скупштина се уопште није састала. Влада није ни имала намеру да је сазива. Она је просто одложила скупштинске седнице да не би морала одмах распустити изборе. Тако скупштина је распуштена крајем јуна и избори заказани за 18. (31) октобар.
Пошто је на састанку Народне странке размотрено опште стање у земљи, прваци Народне странке донијели су закључак да Народна странка не излази на изборе.
На октобарским изборима апсолутну побједу однијели су кандидати иза којих је стајао Двор ("праваши"), тако да је за сљедеће четири године влада уживала подршку већине посланика у Скупштини. У новом скупштинском сазиву није било ниједног члана Народне странке.
Овако изабрана Народна скупштина састала се у редовни сазив 15. новембра 1907.